# 徳美藩
徳美藩（とくみはん）は、江戸時代初期に甲斐国に存在した藩。支配拠点となる陣屋は山梨郡栗原筋三日市場村（山梨県甲州市塩山三日市場）に所在する。

## 概要
甲斐国は武田家の滅亡後、徳川家、浅野家の支配を経て、再び徳川家による支配となるが、徳川家の甲斐支配は四奉行制・代官頭による支配を経て、元和2年（1616年）9月に将軍徳川秀忠の次男忠長が甲斐一国を拝領した。寛永8年（1631年）に忠長が蟄居となり上野国高崎に幽閉され、寛永9年（1632年）10月23日には甲府城が接収され、大久保忠成・水野忠善が甲府城番となる（第二次甲府城番制）。
寛永10年（1633年）2月には、武田遺臣である幕臣伊丹康勝は下総国相馬郡のうちにあった9000石の所領から甲斐山梨郡3000石を加増されて1万2000石を領する大名となり、甲府城番を兼ねる。康勝の所領である山梨郡栗原筋三日市場村の十組屋敷に陣屋が設置され、徳美藩が成立する。
康勝は佐渡奉行・勘定頭などの要職を歴任していたため、実務は主に長男の勝長が行なっている。承応2年（1653年）6月3日、康勝は79歳で死去し、家督は勝長が継いだ。寛文2年（1662年）3月27日には、勝長が江戸の役宅において一色直正に刺殺される事件が発生し、家督は勝長の長男・勝政が継いだ。勝政は甲斐黒川金山の開発や近江水口城の守備などで活躍し、元禄4年（1691年）7月15日に67歳で死去した。
その跡を嫡男の勝守が継いだが、元禄11年（1698年）9月に江戸城内で自殺している。このときのことを『廃絶禄』では、「9月15日、26歳で失心。厠にて自害す。よって領地を収らる」とある。こうして徳美藩は4代をもって改易となり、その所領は没収となった。
甲斐では康勝の隠居した寛永13年以降、年番制による統治が行われ、寛文元年（1661年）に甲府藩が設置される。

## 歴代藩主
伊丹家
1万2000石（譜代） （1633年 - 1698年）
1. 康勝
2. 勝長
3. 勝政
4. 勝守